# Hòn Ngư
Hòn Ngư ist eine kleine Insel im Südchinesischen Meer im Golf von Tonkin im Norden Vietnams. Sie besteht aus zwei Inseln, die durch einen schmalen Landstrich miteinander verbunden sind und liegt etwa 4 km vor der Küste Vietnams nahe der Mündung des Flusses Ca. Die größere Insel erhebt sich 133 m ü. d. M., die kleinere mit 88 m ü. d. M.
Phan Huy Chu (1782–1840), schrieb im 49-bändigen Werk „Lich Trieu Hien Chuong Loai Chi“ (Chronologie der Dynastien) über Hon Ngu: Die Zwillingsberge an der Hoi Thong Flußmündung...sehen aus wie zwei Fische, deshalb werden sie wohl Song Ngu genannt... (Song Ngu bedeutet „Zwei Fische“). Die Lokalbevölkerung bezeichnet die Insel als Dao Ngu hay Hon Ngu („Fischinsel“).